# Ikigai

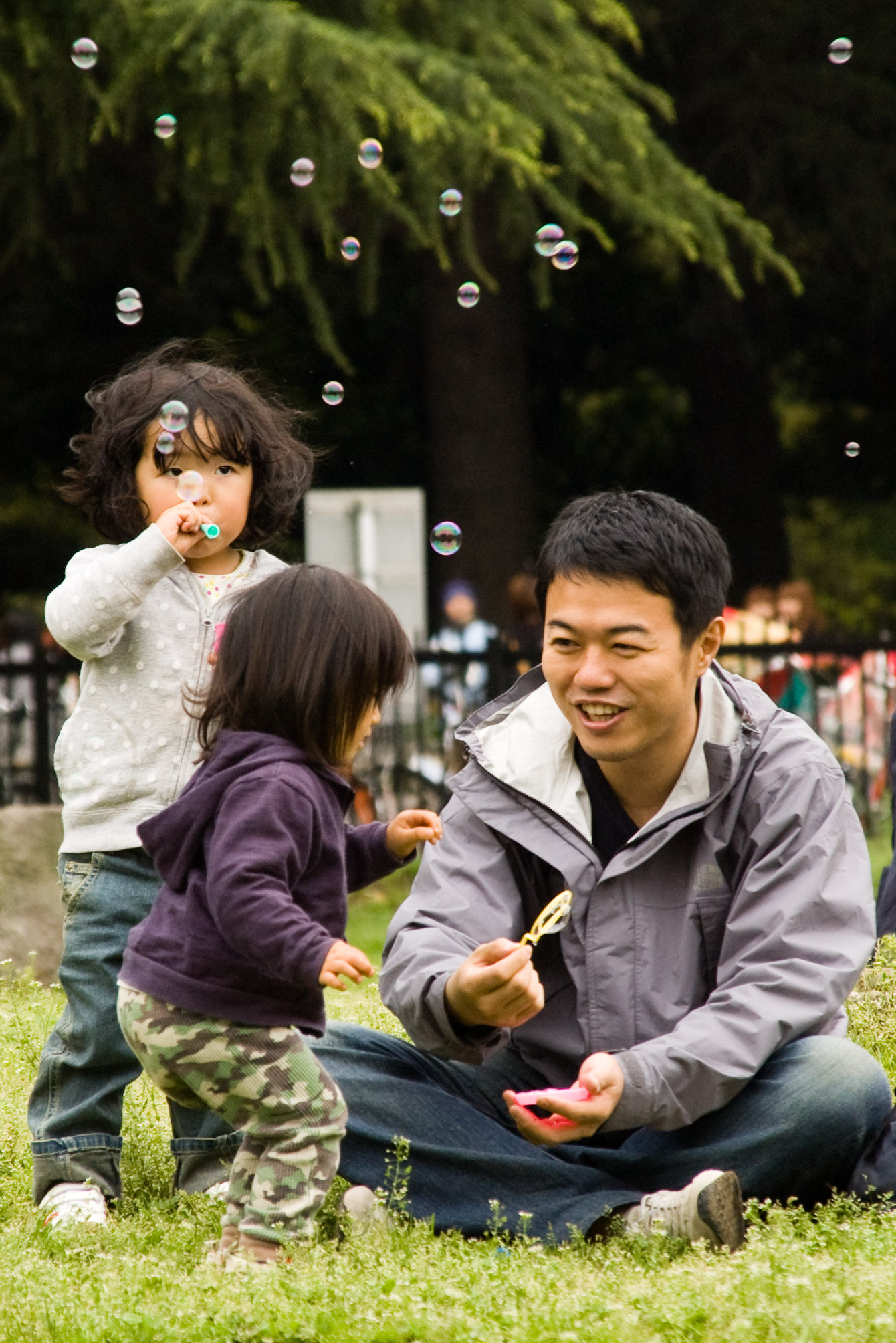
Un padre con sus dos hijas.

Ikigai (生き甲斐 ikiɡai?) es un concepto japonés que no tiene una traducción literal, pero puede definirse como  «la razón de vivir» o «la razón de ser», lo que hace que la vida valga la pena ser vivida. Todo el mundo, de acuerdo con la cultura japonesa, tiene un ikigai. Encontrarlo requiere de una búsqueda interior, profunda y a menudo prolongada. Esta búsqueda se considera de mucha importancia, ya que se cree que el descubrimiento del propio ikigai trae  sentido de la vida, y a su vez un motivo de satisfacción con la misma.

## Etimología y significado
El término ikigai se compone de dos palabras japonesas: iki (生き?), que se refiere a la vida, y kai (甲斐?), que por rendaku da lugar a gai y  aproximadamente significa «la realización de lo que uno espera y desea».

## El diagrama Ikigai
Héctor García incluye en su libro un diagrama de Venn creado por Mark Winn, quien a su vez probablemente se inspiró en el diagrama del propósito creado en 2011 por Andrés Zuzunaga, reemplazando “propósito” con “ikigai”. Este diagrama incluye cuatro elementos: lo que a una persona le gusta, lo que una persona sabe hacer bien, lo que el mundo necesita y aquello por lo que se puede recibir una recompensa. Cuando estos cuatro elementos se superponen, esa persona habría encontrado su ikigai.

## El test Ikigai
En 2018 el Dr. Enrique Desfassiaux publicó el primer IKIGAI test con preguntas de opción múltiple para encontrar el ikigai. Se trata de un test de personalidad, un test de orientación profesional y un buscador de empleo ideal, todo en uno. Es un test largo e intensivo con unos 80 pasos, pero puede ahorrar días o incluso meses de investigación, introspección, ensayo y error… Es como tomar un curso completo para crear un plan de vida y carrera profesional, y luego entrevistarse con diversos mentores y orientadores profesionales para crear tu perfil personal y descubrir las mejores opciones de formación profesional.

## Contexto
En la cultura de Okinawa, el ikigai se concibe como «una razón para levantarse por la mañana»; es decir, una razón para disfrutar de la vida. En una charla de TED referente al estudio realizado en colaboración entre National Geographic y el National Institute on Aging para analizar los secretos de la longevidad en lugares con alta esperanza de vida, Dan Buettner sugirió que el ikigai era una de las razones por las que la gente de Okinawa tenía una alta longevidad media.
La palabra ikigai se utiliza generalmente para indicar la fuente del valor de la vida propia, o las cosas que hacen que la vida valga la pena. En segundo lugar, la palabra se utiliza para referirse a las circunstancias mentales y espirituales en las que las personas sienten que sus vidas son valiosas. No está necesariamente ligada a la situación económica personal o al estado actual de la sociedad. Incluso si una persona siente que el presente es sombrío, pero tiene un objetivo en mente, puede sentir el ikigai. Los comportamientos que nos hacen sentir el ikigai no son acciones que nos vemos obligados a llevar a cabo, sino acciones naturales y espontáneas.
En el artículo titulado Ikigai — jibun no kanosei, kaikasaseru katei (?) («Ikigai: el proceso de permitir que las posibilidades de uno mismo florezcan»), Kobayashi Tsukasa escribe que «la gente puede sentir el auténtico ikigai solo cuando, sobre la base de una madurez personal, de la satisfacción de diversos deseos, del amor y la felicidad se encuentra con los demás y con un sentido del valor de la vida, que avanza hacia la autorrealización».